# Cinéma burkinabè

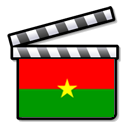
Drapeau burkinabé sur un clap de cinéma

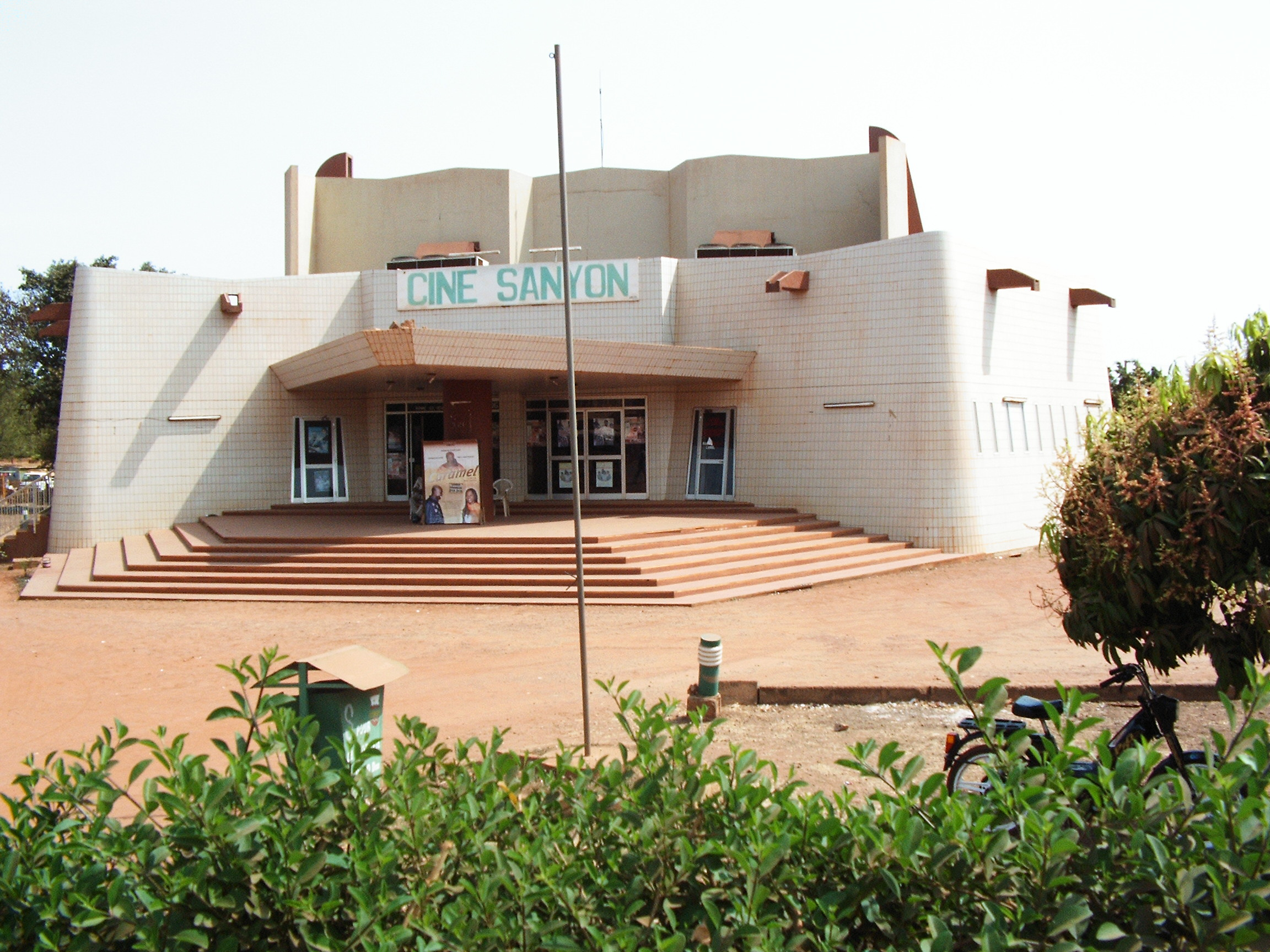
Cine Sanyon, à Bobo-Dioulasso

Le cinéma burkinabè désigne l'ensemble des films, réalisations et productions cinématographiques originaires du Burkina Faso.  

## Histoire et naissance
La culture cinématographique au Burkina Faso trouve ses racines dans les années 1960, culminant avec la création du Festival panafricain du cinéma et de la télévision de Ouagadougou (FESPACO) en 1969. Ce festival, premier du genre en Afrique, s'est imposé comme un rendez-vous incontournable du cinéma africain, rassemblant tous les deux ans des cinéastes du continent et au-delà. En effet, grâce au FESPACO, la capitale du Burkina Faso, Ouagadougou, est considérée comme la capitale du cinéma africain. 
Dans les années 1970, le cinéma burkinabè s'est structuré avec la nationalisation de la distribution et de l'exhibition cinématographique par SONAVOCI, qui a également participé à la construction et la modernisation des salles, tout en finançant la production locale via un fonds dédié. Le premier long métrage burkinabè, Le Sang des parias (1972) de Djim Mamadou Kola, marque le début d'une riche tradition de créations.

## Films burkinabè notables
Quelques classiques du cinéma burkinabè se distinguent par leur reconnaissance internationale et leur portée culturelle, notamment :
- Wend Kuuni (1982) ;
- Yaaba (1989) ;
- Tilaï (1991) ;
- Keita ! l'Héritage du Griot (Dani Kouyaté, 1995) ;
- Buud Yam (1997) ;
- Sira (Apolline Traoré, 2023) ;
- Katanga, la danse des scorpions (Dani Kouyaté, 2025)[3]

## Personnalités du cinéma burkinabè

### Réalisateurs

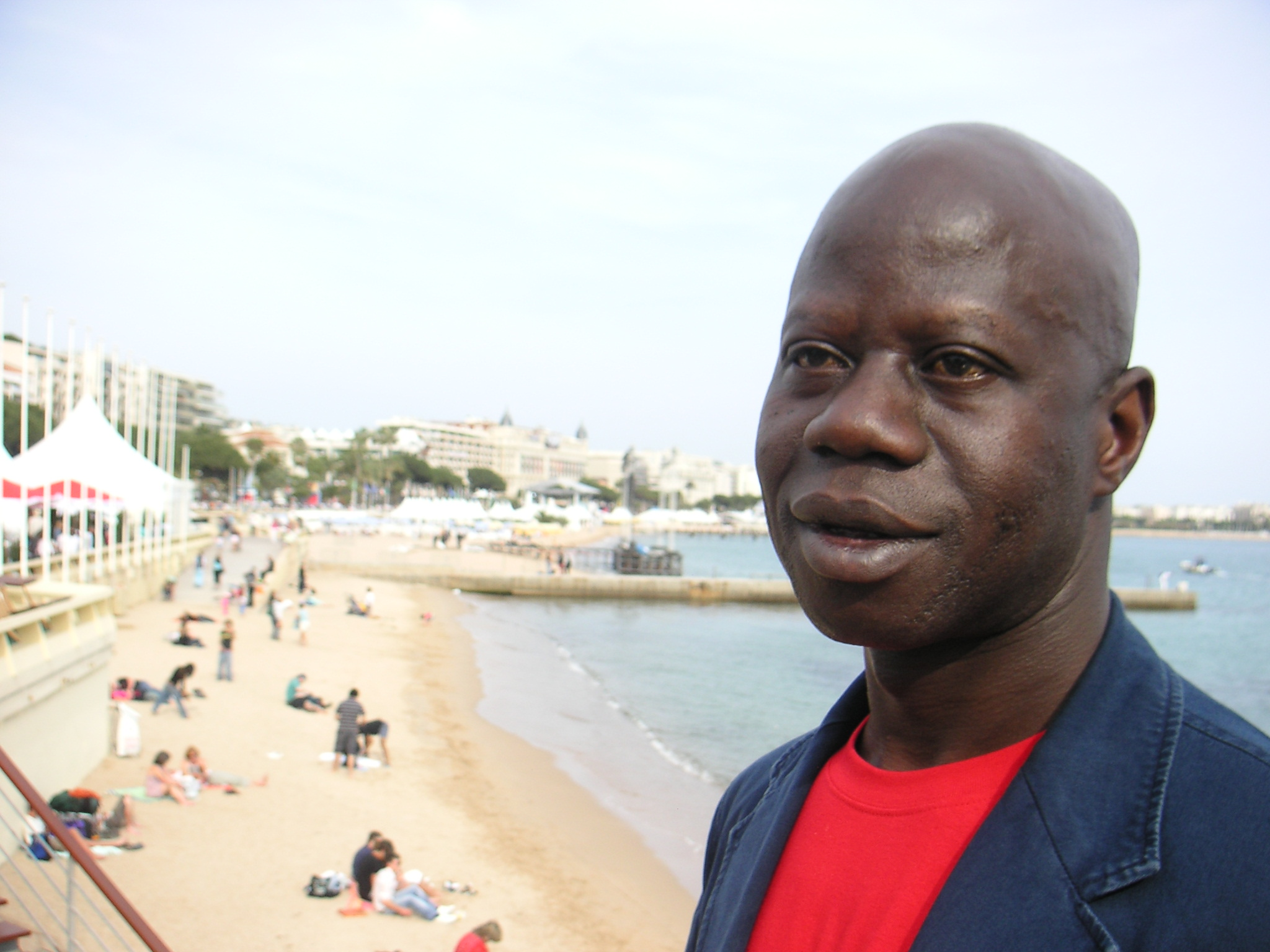
Pierre Yameogo

- Gaston Kaboré
- Wabinlé Nabié
- Apolline Traoré
- Kollo Daniel Sanou
- Dani Kouyaté
- Guy Désiré Yaméogo
- Fanta Régina Nacro
- Idrissa Ouedraogo
- Pierre Rouamba
- Drissa Touré
- Pierre Yameogo
- Abdoulaye Dao
- Apolline Traoré
- Sékou Traoré
- Berni Goldblat
- Cédric Ido
- Boubakar Diallo
- Aminata Diallo/ Glez
- Missa Hébié
- Salam Zampaligré
- Serge Dimitri Pitroipa
- Augustin Rock Taoko[4]

### Acteurs et actrices
- Halidou Sawadogo
- Abdoulaye Komboudri
- Issaka Sawadogo
- Hyppolite Ouangrawa
- Augusta Palenfo
- Serge Bayala

## Festivals
- FESPACO
- Rencontres cinématographiques de Sya (RECIS).

## Salles de cinéma

### Ouagadougou
- Ciné Burkina
- Ciné Neerwaya
- Canal Olympia Ouaga 2000[5]

### Bobo-Dioulasso
- Ciné Sanyon[6]

## Maisons de production
Plusieurs maisons de production cinématographique burkinabè participent à la création et à la promotion de films locaux, notamment :
- Les films du Djabadjah, société fondée par Berni Goldblat, active dans la production et distribution[7].
- IMGC (International Media Groupe Consulting), société de production, réalisation, distribution audiovisuelle à Ouagadougou[8]'[9].
- Diam Production, société spécialisée dans la production de films documentaires, de fiction et d'animation, et offre des formations pour les techniciens.
- SAHELIS Productions, société spécialisée dans la production cinématographique et audiovisuelle, proposant des services globaux pour entreprises et institutions[10].
- Sahel Films Productions (SAFIPRO), fondée par Issaka Compaoré, elle est impliquée dans la production de collections documentaires et accompagne les jeunes réalisateurs[11].
- Les Films du Défi, fondée par la réalisatrice Fanta Regina Nacro[12].

## Formation au cinéma
Les centres qui forment aux métiers du cinéma au Burkina Faso sont notamment :
- Institut Supérieur de l'Image et du Son/Studio-École (ISIS-SE)[13].
- Institut Imagine[14] .

## Ouagawood
Dans certains articles européens sur le FESPACO 2011, Ouagawood est le surnom donné à l'industrie cinématographique africaine, dont les films sont présentés à Ouagadougou lors du FESPACO. Employé par des journalistes de BBC et du quotidien La Libre Belgique, le terme « Ouagawood » est un mot-valise combinant Ouaga, diminutif de « Ouagadougou », et « Hollywood », (suivant le même modèle que les expressions Bollywood et Nollywood). Il n'est cependant plus utilisé dans ce sens.
L'universitaire burkinabè Justin Ouoro propose d'appliquer le terme « Ouagawood » aux films de Boubakar Diallo et de Sidnaba et « Follywood » aux films « en folie » d’Oumar Dagnon et Ibrahim Olukunga. Ils stipulent tous que « l’important dans un film, c’est l’adhésion du public », et de fait le public adhère à ces images locales. Pour Justin Ouoro, ce cinéma commercial et entrepreneurial mais de faible budget est aux antipodes du cinéma de leurs aînés, identitaire et panafricaniste.